# Фіцхелауров Олександр Петрович
Олександр Петрович Фіцхелауров (Піцхелаурі. груз. ალექსანდრე პეტრეს ძე ფიცხელაური) (8 червня 1878, Новочеркаськ — 28 березня 1928, Париж) — учасник подій 1917—1921 років на боці білогвардійського руху, генерал-лейтенант, один з керівників Білого руху на Дону.

## Біографія
Олександр Фіцхелауров народився в родині полковника Донського козачого війська Петра Васильовича Фіцхелаурова (1835—1911) та Клавдії Петрівни Турчанінової.

### Російська імператорська армія
У 1897 році Олександр Фіцхелауров закінчив Донський кадетський корпус, а потім ще два роки навчався у Миколаївському кавалерійському училищі. З 1899 року він служив у 20-му Донському полку.

### Перша світова війна
У ході воєнних дій, з 1914 по 1917 роки Олександр Фіцхелауров служив на посаді командира 36-го Донського полку. 9 червня 1915 року йому присвоєне військове звання полковника.

### Білий рух
У квітні 1918 року Олександр Фіцхелауров був переведений на посаду командира партизанського загону. Зокрема, у травні 1918 року він командував загоном Північного та Північної групи. 11 травня взяв м. Олександро-Грушевський, після чого очистив від червоних вугільний район і рушив на північ і схід для з'єднання з розрізненими загонами повстанців. Цей епізод описаний в романі Михайла Шолохова «Тихий Дон». А 28 травня атакував станицю Морозовську і в чотириденних боях за сприяння загону Костянтина Мамонтова розбив вдвічі перевершуючі частини Юхима Щаденка. 9 травня 1918 року Олександр Фіцхелауров отримав звання генерал-майора.
У липні 1918 року Олександр Фіцхелауров був переведений на посаду командира Царицинського загону. У п'ятиденній битві розгромив війська Пилипа Миронова, вторгшись у Саратовську область. 9 серпня взяв Богучар, потім Калач, Павловськ і Кантемирівку, підійшовши до Царіцина. Потім він перебував на посадах командувача військами Усть-Медведицького району, а згодом — 12-го Донського полку.
У грудні 1918 року Олександр Фіцхелауров обійняв посаду губернатора Старобільського району. На початку 1919 року він вже командувач військами Чортківського району. А з 1 березня по вересень 1919 року — командир 5-ї Донської дивізії (до 12 травня іменувалася 5-м Донським армійським корпусом). Потім, з вересня 1919 по березень 1920 рр. — командир 9-ї Донської пластунської бригади. 13 грудня 1919 року отримав військове звання генерал-лейтенант. У квітні 1920 року Олександр Фіцхелауров був командиром 8-го пішого полку і 2-ї бригади 3-ї Донської дивізії.
У травні 1920 року він був евакуйований до Криму, де, до листопада перебував у резерві Донського корпусу.

### Еміграція
У листопаді 1920 року Олександр Фіцхелауров емігрував до Туреччини, де він працював відповідальним редактором газети «Донський маяк». У 1925 році до Болгарії, а потім — до Франції.

## Смерть
Помер Олександр Фіцхелауров у 1928 році в Парижі від туберкульозу. Похований на кладовищі Іврі, перепохований на кладовищі Сент-Женев'єв-де-Буа.

## Нагороди
Орден Св. Миколи Чудотворця 2-й ст. (1920)